# Средно училище „Христо Ботев“ (Стара Загора)
Вижте пояснителната страница за други значения на Гимназия „Христо Ботев“.
Гимназия „Христо Ботев“ е гимназия в град Стара Загора.

## История
Гимназията отваря врати за учебната 1950/51 г. в сградата на ул. „Сава Силов“ № 69.
През 1963 г. Трето ЕСПУ и Четвърто ЕСПУ са преобразувани в Първа смесена гимназия „Христо Ботев“.
През 2005 г. сградата на училището е отнета и училището е презабирано в сградата на VII ОУ „Митрополит Методий Кусев“. През юни 2012 г. двете училища са обединени в СУ „Христо Ботев“

## Директори
- от 1950 до 1977 г. – Екатерина Миронова
- от 1977 до 1990 г. – Донка Чакърова
- 1990/91 г. – Мария Марчева
- 1992 – 2006 г. – Жельо Иванов
- 2007 – 2009 г. – Цецка Асенова.
- 2009 г. – Динко Стоянов.

## Възпитаници на гимназията
- професорите Енчо Герганов и Петър Жеков;
- доцентите Станчо Червенков, Георги Станков, Надя Танева;
- актьорите Веселин Савов, Галя Александрова, Белла Цонева, Анна Томова-Синтова, Стефка Минева;
- примабалерината Снежина Дескова;
- диригентът и директор на Старозагорската опера Божидар Бонев;
- журналистите Недялка Филипова, Венелина Попова, Сава Савов, Петър Драгиев, Любчо Иванов, Росица Въльовска, Георги Димов;
- архитектите Петър Киряков, Веселин Драгиев;
- д-р Богдана Попова, д-р Евгений Желев (бивш кмет на Стара Загора);
- художниците Христо Танев, Михаил Косев, Мария Диманова

## Награди
- 1971 г. – III място по успех в НР България;
- 1971 – 1973 г. – национален първенец по Петобой;
- 1995 г. – Национален конкурс за средношколска поезия, Христина Трифонова – I място;
- 1996 г. – Национална изложба на профилираните паралелки по Изобразително изкуство – I място;
- 1998 г. – Национална викторина „120 години от Освобождението“ – II място;
- 2000 г. – Конкурс „Лято и любов без наракотици“ на фондация „Отворено общество“ – I и II награда;
- 2000 г. – Състезание „125 години Старозагорско въстание“ – I място;
- 2003 г. – Състезание 100 години Илинденско – Преображенско въстание“ – I място;
- 2007 г. – Общински ученически игри – Отборно по бадмингтон – III място;
- 2007 г. – Общински ученически игри – футболния отбор зае IV място;
- Традиционно отлично представяне на регионален и национален кръг на олимпиадата по биология;
- Многобройни грамоти за учители през годините.
- 2012 г. – Общински ученически игри – волейбол II място 10 клас
- 2013 г. – Общински ученически игри – волейбол III място 11 клас
- 2014 г. – Общински ученически игри – волейбол I място 12 клас